# جرج آزبرن
جرج آزبرن (زاده شده به نام گیدین الویر آزبرن؛ انگلیسی: George Osborne؛ زادهٔ ۲۳ مهٔ ۱۹۷۱) سیاستمدار بریتانیایی و عضو حزب محافظه‌کار است که از سال ۲۰۱۵ تا ۲۰۱۶ وزیر اول، رئیس خزانه و لرد دوم خزانه داری از ۲۰۱۰ و عضو مجلس عوام بریتانیا از تتن از ۲۰۰۱ بوده است.
تبار او که در پدینگتون، لندن زاده شده، به یکی از قدیمی‌ترین خانواده‌های آریستوکراتیک انگلیسی ایرلندی می‌رسد. او که بزرگترین پسر سر پیتر آزبرن، بارونت هفدهم، است وارث بارونتسی آزبرن است. او در مدارس متعددی تحصیل کرد و نهایتاً به مگدلن کالج، آکسفورد، و با مدرکی در تاریخ مدرن فارغ‌التحصیل شد.